# Discodermia interspersa
Discodermia interspersa är en svampdjursart som beskrevs av Kumar 1925. Discodermia interspersa ingår i släktet Discodermia och familjen Theonellidae. Inga underarter finns listade i Catalogue of Life.